# Ветава (комуна)
Ветава (рум. Vătava) — комуна у повіті Муреш в Румунії. До складу комуни входять такі села (дані про населення за 2002 рік):
- Ветава (819 осіб) — адміністративний центр комуни
- Думбрава (775 осіб)
- Рипа-де-Жос (541 особа)

Комуна розташована на відстані 299 км на північ від Бухареста, 48 км на північ від Тиргу-Муреша, 90 км на схід від Клуж-Напоки.

## Населення
За даними перепису населення 2002 року у комуні проживали 2135 осіб.
Національний склад населення комуни:
| Національність | Кількість осіб | Відсоток |
| -------------- | -------------- | -------- |
| румуни         | 2026           | 94,9%    |
| цигани         | 102            | 4,8%     |
| угорці         | 7              | 0,3%     |

Рідною мовою назвали:
| Мова      | Кількість осіб | Відсоток |
| --------- | -------------- | -------- |
| румунська | 2058           | 96,4%    |
| циганська | 72             | 3,4%     |
| угорська  | 5              | 0,2%     |

Склад населення комуни за віросповіданням:
| Релігія        | Кількість осіб | Відсоток |
| -------------- | -------------- | -------- |
| православні    | 2098           | 98,3%    |
| адвентисти     | 11             | 0,5%     |
| баптисти       | 8              | 0,4%     |
| п'ятдесятники  | 6              | 0,3%     |
| греко-католики | 6              | 0,3%     |
| римо-католики  | 4              | 0,2%     |
| реформати      | 2              | 0,1%     |